# جون إس. جونز
جون إس. جونز (بالإنجليزية: John S. Jones)‏ هو محامي وسياسي أمريكي، ولد في 12 فبراير 1836 في مقاطعة تشامباين في الولايات المتحدة، وتوفي في 11 أبريل 1903 في ديلاوير في الولايات المتحدة. حزبياً، نشط في الحزب الجمهوري. وقد انتخب عضو مجلس نواب أوهايو وانتخب عضو مجلس النواب الأمريكي.